# Maria Matios

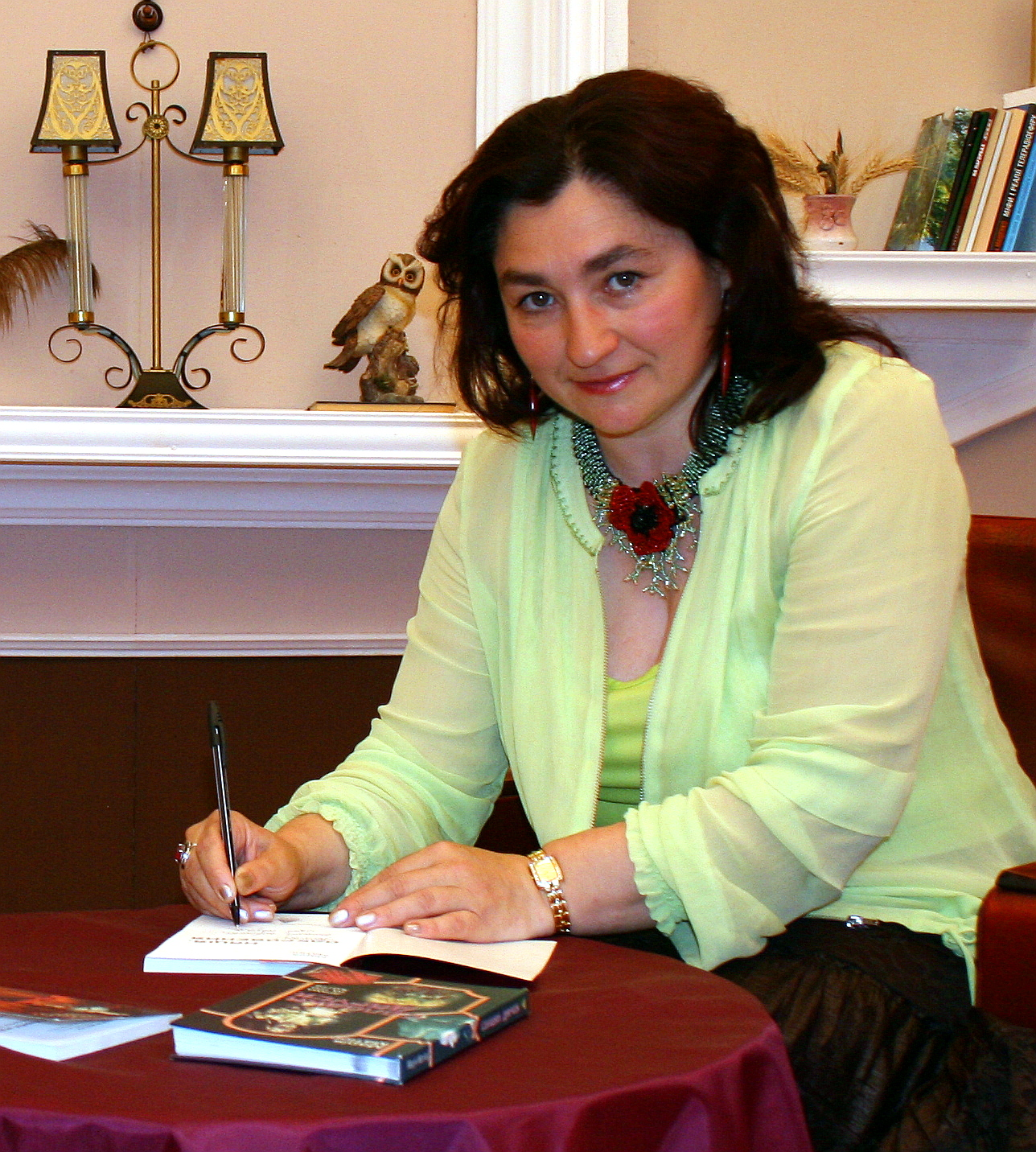
Maria Matios (2007)

Marija Wassyliwna Matios (ukrainisch Марія Василівна Матіос, * 19. Dezember 1959 in Rostoky, Rajon Putyla, Ukrainische SSR) ist eine ukrainische Schriftstellerin und Politikerin.

## Leben
Maria Matios wuchs im ukrainischen Teil der Bukowina auf. Sie studierte Literatur an der Universität Czernowitz. Matios veröffentlichte mehrere Romane, eine Novelle und eine Geschichtensammlung und schrieb auch ein Kochbuch. Ihre Werke wurden u. a. ins Russische, Polnische und Englische übersetzt. 2004 erschien ihr Roman Darina, die Süße, für den sie 2005 in der Ukraine den nach Taras Schewtschenko benannten Nationalpreis erhalten hatte, in deutscher Übersetzung. 2015 erschien Privates Tagebuch. Majdan, 2019 Bukova Zemlya über 225 Jahre Bukowina.
Die in Kiew lebende Matios trat 2010 der von Vitali Klitschko mitgegründeten Partei Ukrainische demokratische Allianz für Reformen (Ukrajinskij demokratitschnij aljans sa reformy / UDAR) bei und kandidierte auf Platz 2 bei den Parlamentswahlen 2012. Sie zog am 28. Oktober 2012 mit der UDAR, die drittstärkste Parlamentsfraktion wurde, ins ukrainische Parlament ein. Bei der Parlamentswahl am 26. Oktober 2014 trat sie auf Listenplatz sieben der mit der UDAR verbündeten Partei Block Petro Poroschenko an.

## Werke (Auswahl)
- Darina, die Süße. Aus dem Ukrainischen von Claudia Dathe. Nachwort v. Andrei Kurkow.  Haymon, Innsbruck 2013, ISBN 978-3-7099-7006-5. Zuerst ukrainisch 2003.
- Mitternachtsblüte. Roman. Aus dem Ukrainischen von Maria Weissenböck. Haymon, Innsbruck 2015, ISBN 978-3-7099-7163-5. Zuerst ukrainisch 2013.